# Legen
Legen este o localitate din comuna Slovenj Gradec, Slovenia, cu o populație de 1.037 de locuitori.